# L’Amour sauvage
L’Amour sauvage (deutsch Die wilde Liebe) ist ein deutscher Kurzfilm von Lior Shamriz aus dem Jahr 2014. Weltpremiere war am 3. Mai 2014 bei den Internationalen Kurzfilmtagen in Oberhausen.

## Handlung
Zwei Menschen, ehemals ineinander verliebt, aber beide noch künstlerisch tätig, treffen sich für eine letzte Nacht.

## Auszeichnungen
Internationale Kurzfilmtage Oberhausen 2014
- Lobende Erwähnung der Jury des deutschen Wettbewerbs